# Międzynarodówka (pieśń)
Międzynarodówka (fr. L’Internationale, ros. Интернационал) – pieśń rewolucyjna, hymn socjalistów. Jej słowa napisał Eugène Pottier w roku 1871, a muzykę w 1888 roku skomponował kompozytor amator Pierre Degeyter.

## Historia

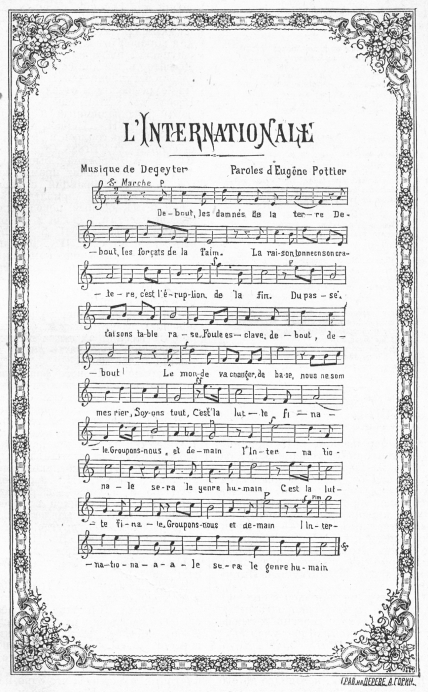
Tekst muzyczny Międzynarodówki

Międzynarodówka powstała w czasie Komuny Paryskiej, w 1871. Aż do 1888 śpiewano ją jednak do melodii Marsylianki.
Od końca XIX wieku pieśń stała się nieformalnym hymnem międzynarodowego ruchu socjaldemokratycznego, skupionego w II Międzynarodówce. W Polsce spośród licznych, powstałych na początku dwudziestego wieku, przekładów upowszechniła się ostatecznie wersja oparta na przekładzie autorstwa poetki Marii Markowskiej (działaczki Polskiej Partii Socjalistycznej).
Rosyjska wersja utworu była w latach 1918–1922 hymnem Rosji Radzieckiej, a w latach 1922–1944 – hymnem Związku Socjalistycznych Republik Radzieckich. W roku 1944 z rozkazu Józefa Stalina zastąpił ją skomponowany przez Aleksandra Aleksandrowa Hymn ZSRR. Międzynarodówka stała się wtedy hymnem Wszechzwiązkowej Komunistycznej Partii (bolszewików), a więc drugą pod względem znaczenia pieśnią państwową. Pierwszego tłumaczenia Międzynarodówki na język rosyjski dokonał Aron Kots (Koc, Арон Коц), ukazało się ono drukiem w 1902 w Londynie w piśmie rosyjskich emigrantów pt. Żyzń (ros. Жизнь).
W czasach PRL Międzynarodówka była powszechnie nauczana w szkołach oraz śpiewana na corocznych pochodach pierwszomajowych, a także podczas zjazdów Polskiej Zjednoczonej Partii Robotniczej. Śpiewano ją w zmienionej w okresie stalinowskim wersji („Bój to jest nasz ostatni” zamiast oryginalnego „Bój to będzie ostatni”).
Do 1975 roku fragment melodii refrenu odgrywany na pozytywce wykorzystywany był w transmisjach radiostacji numerycznej Tyrolean Music Station, obsługiwanej przez Service de Documentation Exterieure et de Contre-espionnage (pol. Służba Dokumentacji Zagranicznej i Kontrwywiadu) – francuską instytucję wywiadu i kontrwywiadu.

## Współcześnie
Międzynarodówka jest obecnie – tak jak i kiedyś – śpiewana w wielu krajach nie tylko przez socjalistów, ale także przez komunistów, socjaldemokratów i anarchistów.

## Tekst
Międzynarodówka została przetłumaczona na 117 języków.
| Wersja oryginalna w języku francuskim | Wersja rosyjska | Wersja polska |
| L’Internationale Debout! les damnés de la terre! Debout! les forçats de la faim! La raison tonne en son cratère, C’est l’éruption de la fin. Du passé faisons table rase, Foule esclave, debout! debout! Le monde va changer de base: Nous ne sommes rien, soyons tout! Refrain: C’est la lutte finale Groupons-nous, et demain, L’Internationale, Sera le genre humain. C’est la lutte finale Groupons-nous, et demain, L’Internationale, Sera le genre humain. Il n’est pas de sauveurs suprêmes, Ni Dieu, ni César, ni tribun, Producteurs sauvons-nous nous-mêmes! Décrétons le salut commun! Pour que le voleur rende gorge, Pour tirer l’esprit du cachot, Soufflons nous-mêmes notre forge, Battons le fer quand il est chaud! Refrain: C’est la lutte finale... Ouvriers, Paysans, nous sommes Le grand parti des travailleurs; La terre n’appartient qu’aux hommes, L’oisif ira loger ailleurs. Combien de nos chairs se repaissent! Mais si les corbeaux, les vautours, Un de ces matins disparaissent, Le soleil brillera toujours! Refrain: C’est la lutte finale... | Интернационал Вставай, проклятьем заклеймённый, Весь мир голодных и рабов! Кипит наш разум возмущённый И в смертный бой вести готов. Весь мир насилья мы разрушим До основанья, а затем Мы наш, мы новый мир построим, – Кто был ничем, тот станет всем. Припев: Это есть наш последний И решительный бой; С Интернационалом Воспрянет род людской! Никто не даст нам избавленья: Ни бог, ни царь и не герой! Добьёмся мы освобожденья Своею собственной рукой. Чтоб свергнуть гнёт рукой умелой, Отвоевать своё добро, – Вздувайте горн и куйте смело, Пока железо горячо! Припев: Это есть... Довольно кровь сосать, вампиры, Тюрьмой, налогом, нищетой! У вас – вся власть, все блага мира, А наше право – звук пустой ! Мы жизнь построим по-иному – И вот наш лозунг боевой: Вся власть народу трудовому! А дармоедов всех долой! Припев: Это есть... Презренны вы в своём богатстве, Угля и стали короли! Вы ваши троны, тунеядцы, На наших спинах возвели. Заводы, фабрики, палаты – Всё нашим создано трудом. Пора! Мы требуем возврата Того, что взято грабежом. Припев: Это есть... Довольно королям в угоду Дурманить нас в чаду войны! Война тиранам! Мир Народу! Бастуйте, армии сыны! Когда ж тираны нас заставят В бою геройски пасть за них – Убийцы, в вас тогда направим Мы жерла пушек боевых! Припев: Это есть... Лишь мы, работники всемирной Великой армии труда, Владеть землёй имеем право, Но паразиты – никогда! И если гром великий грянет Над сворой псов и палачей, – Для нас всё так же солнце станет Сиять огнём своих лучей. Припев: Это есть... | Międzynarodówka Wyklęty powstań, ludu ziemi, Powstańcie, których dręczy głód. Myśl nowa blaski promiennymi Dziś wiedzie nas na bój, na trud. Przeszłości ślad dłoń nasza zmiata, Przed ciosem niechaj tyran drży! Ruszymy z posad bryłę świata, Dziś niczym – jutro wszystkim my! Refren: Bój to będzie ostatni, Krwawy skończy się trud, Gdy związek nasz bratni Ogarnie ludzki ród. Nie nam wyglądać zmiłowania Z wyroków bożych, z pańskich praw. Z własnego prawa bierz nadania I z własnej woli sam się zbaw! Niech w kuźni naszej ogień bucha, Zanim ostygnie – przekuj w stal, By łańcuch spadł z wolnego ducha, A dom niewoli zniszcz i spal! Refren: Bój to... Rządzący światem samowładnie Królowie kopalń, fabryk, hut Tym mocni są, że każdy kradnie Bogactwa, które stwarza lud! W tej bandy kasie ogniotrwałej Stopiony w złoto krwawy pot Na własność do nas przejdzie cały, Jak należności słusznej zwrot! Refren: Bój to... Dziś lud roboczy wsi i miasta W jedności swojej stwarza moc, Co się po ziemi wszerz rozrasta, Jak świt, łamiący wieków noc... Precz, darmozjadów rodzie sępi! Czyż nie dość żeru z naszych ciał? Gdy lud wam krwawe szpony stępi, Dzień szczęścia będzie wiecznie trwał. Refren: Bój to... |